# Pulska biskupija
Pulska biskupija je povijesna biskupija u Istri utemeljena u 6. stoljeću. Zaštitnik biskupije je sv. Toma Apostol čiji se spomendan obilježava 3. srpnja. Danas pulska biskupija zajedno s porečkom čine sjedinjenu biskupiju porečko-pulsku. Kako su pri sjedinjenju obje biskupije ostale ravnopravne, tako danas postoje dvije konkatedrale, u Puli i Poreču. Pulska katedrala posvećena je Uznesenju BDM u Nebo. Obljetnica posvete crkve (dies dedicationis ecclesiae) slavi se 12. rujna. Katedralni kaptol sv. Tome ima 5 kanonika.
Pulsku biskupiju čine sljedeći dekanati: pulski (18 župa), vodnjanski (8 župa) i dio labinskog dekanata (10 od 16 župa: Labin Donji, Labin Gornji, Labin Marcinlica, Plomin, Rabac, Raša, Skitača, Diminići-Sv. Lovreč, Sveti Martin i Sveta Nedelja).

## Povijest
Pulska je biskupija nešto mlađa od porečke, ali je i ona dala svog prvog mučenika sv. Germana 284. godine za vrijeme Numerijanova ili Dioklecijanova progonstva. Prva pulska bazilika nepobitno svjedoči da je u Puli postojao biskup kao i paralelne ranokršćanske bazilike iz 5. stoljeća u Nezakciju, iako se prvi poznati biskup spominje 510. godine. Biskupija se ispočetka poklapala s granicama pulskog agera koji se uz istočnu obalu Istre protezao do rijeke Raše. Mutvoran i Barban smatraju se najstarijim sjedištima zbornih kaptola u biskupiji (8. st.), a Vodnjan se odvojio od Pule 1212. godine. Godine 1028. pulskoj su biskupiji pripali labinski i riječki arhiđakonat. Državna je austrijsko-mletačka granica razdjeljivala pulsku biskupiju. Ta je granica zadavala teške povremene brige biskupima kojima su carski dekreti zabranjivali vršenje jurisdikcije u austrijskom dijelu. Kad je spor oko biskupijske granice bio riješen na razini susjednih država, papa Pio VI. oduzeo je 1788. iz labinskog arhiđakonata tršćanski dekanat i riječki arhiđakonat osim Rijeke pripojivši ih novoosnovanoj biskupiji sa sjedištem u Gradiški (Gradisca) do 1791. i dalje tršćanskoj biskupiji. Rijeka je tada pripala modruškoj biskupiji.
Papinskom bulom (Locum Beati Petri) Lava XII. objavljenoj 30. lipnja 1828. godine, pulska biskupija sjedinjena je s porečkom biskupijom u jedinstvenu biskupiju.
Granice biskupija u Istri nisu se mijenjale više od 6 stoljeća. Ustalile su se negdje u 12. stoljeću (možda ranije) i neizmijenjene ostale do godine 1788. bez obzira na podjelu Istre na austrijski i mletački dio te na promjene granica između Austrije i Venecije (odnosno bez obzira na feudalnu pripadnost pojedinih krajeva).
Biskupiji pulskoj (Venecija) pripadale su: Puljština (dekanati Pula i Vodnjan) i Labinština - u mletačkom dijelu; danas pripada pulskoj biskupiji.

## Više informacija
- Dodatak:Popis pulskih biskupa